# Anna Jabłecka
Anna Irena Jabłecka (ur. 21 stycznia 1954) – farmakolog kliniczny, profesor nauk medycznych; profesor nadzwyczajny i kierownik Zakładu Farmakologii Klinicznej I Katedry i Kliniki Kardiologii Wydziału Lekarskiego II Uniwersytetu Medycznego w Poznaniu (Szpital Przemienienia Pańskiego). 

## Życiorys
Dyplom lekarski uzyskała na Akademii Medycznej w Poznaniu (obecnie Uniwersytet Medyczny) i na tej uczelni zdobywała kolejne stopnie naukowe i awanse akademickie. Doktoryzowała się w 1992 broniąc pracy pt. Badania chronofarmakokinetyki digoksyny, przygotowanej pod kierunkiem Aleksandra Mrozikiewicza.
Habilitowała się z farmakologii w 2001 na podstawie oceny dorobku naukowego i rozprawy pt. Ocena wybranych wskaźników neurohormonalnych i metabolicznych osocza u leczonych farmakologicznie chorych z przewlekłą niewydolnością serca. Tytuł naukowy profesora nauk medycznych został jej nadany w 2011. Była promotorem 5 ukończonych doktoratów.
Na dorobek naukowy A. Jabłeckiej składa się szereg opracowań oryginalnych publikowanych m.in. w czasopismach takich jak: „Pharmacological Reports", „International Journal of Clinical Pharmacology and Therapeutics”, „Przegląd Lekarski” oraz „Kardiologia Polska”.
Należy do Towarzystwa Terapii Monitorowanej oraz Polskiego Towarzystwa Farmakologii Klinicznej i Terapii. Jest członkiem Komitetu Terapii i Nauk o Leku PAN.